# Lysiphlebus alpinus
Lysiphlebus alpinus är en stekelart som beskrevs av Jaroslav Stary 1971. Lysiphlebus alpinus ingår i släktet Lysiphlebus och familjen bracksteklar. Inga underarter finns listade i Catalogue of Life.